# Alfred Buch
Franz Alfred Buch (* 11. Februar 1902 in Riga, Gouvernement Livland; † nach 1954) war ein deutscher Ingenieur, Beamter und Hochschullehrer.

## Leben
Buch schloss 1925 sein Studium an der Technischen Hochschule Berlin mit dem Diplom-Ingenieur ab und arbeitete bis 1927 als Privatassistent beim Geheimrat Kammerer für Hebezeuge und Bergwerksmaschinen, zugleich aber auch als Assistent an der TH Berlin. Von 1927 bis 1930 war er stellvertretender Geschäftsführer der Studienkommission für Hochdruckanlagen in Berlin und von 1930 bis 1938 Sachbearbeiter bei der Hauptverwaltung der Märkischen Elektrizitätswerke AG in Berlin.
Im Jahr 1939 erhielt er einen Lehrauftrag für Elektrizitätswirtschaft an der Technischen Hochschule Hannover und an der Technischen Hochschule Braunschweig. 1940 wurde Buch zum Dr.-Ing. promoviert und 1941 wurde er Honorarprofessor. In den Jahren 1938 bis 1945 war er Referent im Reichsamt für Wirtschaftsausbau und im Reichswirtschaftsministerium in Berlin. In dieser Funktion muss er im Jahr 1944 in Krakau gelebt haben: Ein Alfred Buch aus Krakau, Johann Hallerstraße 88/4, gratuliert jedenfalls am 9. Mai 1944  „Mit ergebensten Grüßen und Heil Hitler!“ dem Präsidenten der Hauptabteilung Finanzen in der Regierung des Generalgouvernements in Krakau, Hermann Senkowsky, zur Geburt seines vierten Kindes, der Tochter Herma. Im Januar 1945 wurde Alfred Buch durch Hans Kammler, dem Sonderbeauftragten des Reichsführers SS für das A4-Programm, genötigt, die Leitung der Raketenforschung der Entwicklungsgemeinschaft Mittelbau zu übernehmen, einem Teil der Mittelwerk GmbH. Er erhielt damit ein Weisungsrecht gegenüber Wernher von Braun, dem Technischen Direktor der Elektromechanischen Werke Karlshagen in Peenemünde und ab Februar 1945 in Bleicherode. Er arbeitete einen Vorschlag aus, die Sprengkraft einer Luft-Luft-Rakete zu vervielfachen.
Nach dem Zweiten Weltkrieg war Buch von 1945 bis 1952 als beratender Ingenieur tätig und ab 1954 Geschäftsführer der „Deutschen Bergwerks- und Hüttenbau GmbH“ in Salzgitter-Drütte.

## Quelle
- Willibald Reichertz: Ostdeutsche als Dozenten an der Technischen Hochschule Hannover (1831–1956). In: Ostdeutsche Familienkunde. Heft 3/2007, S. 109–120, Band XVIII (55. Jahrgang), Verlag Degener & Co, Insingen 2007.